# Halbmond-Ragwurz
Die Halbmond-Ragwurz (Ophrys lunulata) ist eine Pflanzenart aus der Gattung der Ragwurzen (Ophrys) in der Familie der Orchideen (Orchidaceae). Sie blüht von März bis April.

## Beschreibung
Diese mehrjährige krautige Pflanze erreicht Wuchshöhen 10 bis 40 cm. Diese Pflanzen-Art bildet zwei kugelige bis eiförmige Knollen als Überdauerungsorgane. Am Stängelgrund befinden sich keine bis zwei schuppenartige Laubblätter, sowie drei bis sechs Laubblätter in einer Grundrosette und ein bis drei scheidige Blätter weiter oben.
Der Blütenstand ist locker und umfasst im Normalfall sechs bis zehn, selten auch vier Blüten. Die unteren Tragblätter sind länger als die Blüten. Die Kelchblätter sind rosa bis rot gefärbt, während die tief dreilappige Lippe rot- bis dunkelbraun mit kahlem gelblichen bis hellbraunen Rand erscheint. Das Mal hat meist die Form eines Halbmondes, woher diese Orchidee ihren Namen hat.
Die Chromosomenzahl beträgt 2n = 36.

## Standort und Verbreitung
Diese Art findet man auf Magerrasen, Garriguen, ehemaligem Kulturland und in lichten Wäldern auf mäßig trockenen bis feuchten, basenreichen, aber auch schwach sauren Böden bis zu einer Höhe von 800 Metern über NN. Man geht davon aus, dass diese Orchidee nur in Sizilien und auf den Äolischen Inseln heimisch ist, da Angaben z. B. über Funde in Malta fragwürdig sind.